# 치리비케테 국립공원

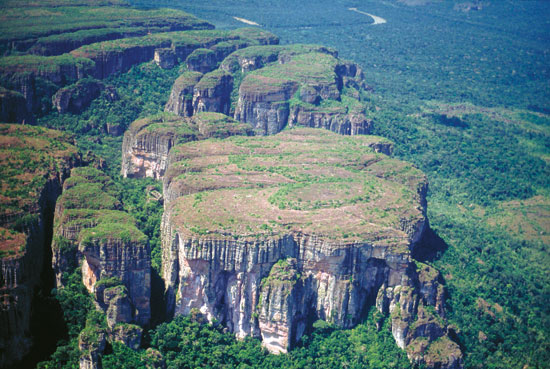

치리비케테 국립공원(Chiribiquete National Park) 또는 치리비케테 국립자연공원(Chiribiquete National Natural Park, 스페인어: Parque Nacional Natural (PNN) Serranía de Chiribiquete), 공식 이름 치리비케테 국립공원-"재규어의 말로카"(Chiribiquete National Park – "The Maloca of the Jaguar)은 콜롬비아에서 가장 큰 국립공원이자 세계에서 가장 큰 열대 우림 국립공원이다. 1989년 9월 21일에 설립되었으며 2013년 8월과 2018년 7월에 두 번 확장되었다. 공원은 약 43,000km2(17,000평방마일)를 차지하며 세라니아 데 치리비케테(Serranía de Chiribiquete) 산맥과 주변 저지대, 열대·아열대 습윤활엽수림, 사바나, 강을 포함한다.

## 역사
치리비케테 국립자연공원은 1989년 9월 21일에 지정되었다. 공원은 이전 13,000km2(5,000제곱마일)에서 2013년 8월 21일 28,000km2(11,000제곱마일)로 확장되었다. 콜롬비아 대통령 후안 마누엘 산토스는 치리비케테 국립공원을 다음과 같이 발표했다. 2018년 2월 21일에 15,000km2(5,800평방마일)로 확장되었다. 공원은 43,000km2(17,000평방마일)로 확장되었으며 2018년 7월 2일 유네스코에 의해 세계유산으로 지정되었다.